# Krakov (okres Rakovník)
Krakov (německy Krakau) je obec v okrese Rakovník ve Středočeském kraji. Leží zhruba devět kilometrů jihozápadně od Rakovníka. Žije zde 144 obyvatel.

## Historie
První písemná zmínka o vesnici pochází z doby vlády krále Jana Lucemburského, který nechal vysadit polnosti v Krakově zákupním právem. Přestože se původní pramen nedochoval, je znám díky uvedení v listině Albrechta z Kolovrat z roku 1450, která obsahuje starší privilegia udělená držitelům Krakova a Krakovce českými panovníky. V roce 1358 ke Krakovu patřila ves Skytaly, kde vykonával podací právo k tamnímu kostelu Hynek z Krakova. Jeho přídomek dokládá existenci panského sídla ve vsi nebo jejím blízkém okolí. Bývá uváděno, že Krakov byl ve čtrnáctém století součástí křivoklátské manské soustavy, ale doklad pro to neexistuje. Listina Albrechta z Kolovrat z roku 1450 jej k roku 1363 uvádí jako královské léno, a  křivoklátské manské knize z roku 1454 se Krakov nevyskytuje. Naproti tomu je zapsán v soupisu královských léna manství z roku 1453.
Hynkovým nástupcem se stal Smil ze Mšeného připomínaný podle Augusta Sedláčka v roce 1362. Václav Kočka jej uvedl jako Smila z Krakova a považoval jej za Hynkova syna. V roce 1363 vykonával podací právo k rousínovskému kostelu. Smilovým dědicem a pravděpodobným synem byl Čeněk ze Mšeného, který ještě roku 1363 Krakov s Rousínovem, Skupou a Všesulovem prodal Janovi, nemanželskému synovi falckého kurfiřta Rudolfa II. Jan byl nevlastním bratrem Anny Falcké a na nákup dostal půjčku 500 kop grošů o krále Karla IV. V roce 1370 poprvé použil přídomek z Krakovce, a August Sedláček jej proto považoval za zakladatele hradu Krakovce. Jan se s manželkou Amélií v roce 1376 odstěhoval do Starého Města, ale na Rakovnicku mohli hypoteticky zůstat jeho potomci, za které August Sedláček označil bratry Jana, Hanka a Viléma z Krakovce.

## Obyvatelstvo
| Rok            | 1869 | 1880 | 1890 | 1900 | 1910 | 1921 | 1930 | 1950 | 1961 | 1970 | 1980 | 1991 | 2001 | 2011 | 2021 |
| -------------- | ---- | ---- | ---- | ---- | ---- | ---- | ---- | ---- | ---- | ---- | ---- | ---- | ---- | ---- | ---- |
| Počet obyvatel | 306  | 294  | 293  | 249  | 248  | 277  | 266  | 168  | 162  | 139  | 132  | 118  | 100  | 123  | 136  |
| Počet domů     | 48   | 48   | 50   | 51   | 51   | 50   | 55   | 59   | 49   | 46   | 42   | 49   | 52   | 55   | 56   |

## Obecní správa
Mezi lety 1869–1979 Krakov byl obcí v okrese Rakovník. Od 1. ledna 1980 do 23. listopadu 1990 patřil jako část obce k Panošímu Újezdu a od 24. listopadu 1990 je opět samostatnou obcí.

### Obecní symboly
Znak a vlajka byly obci uděleny rozhodnutím předsedy Poslanecké sněmovny Parlamentu České republiky dne 8. října 2001.

## Pamětihodnosti
- Hospoda, čp. 41